# Olla podrida

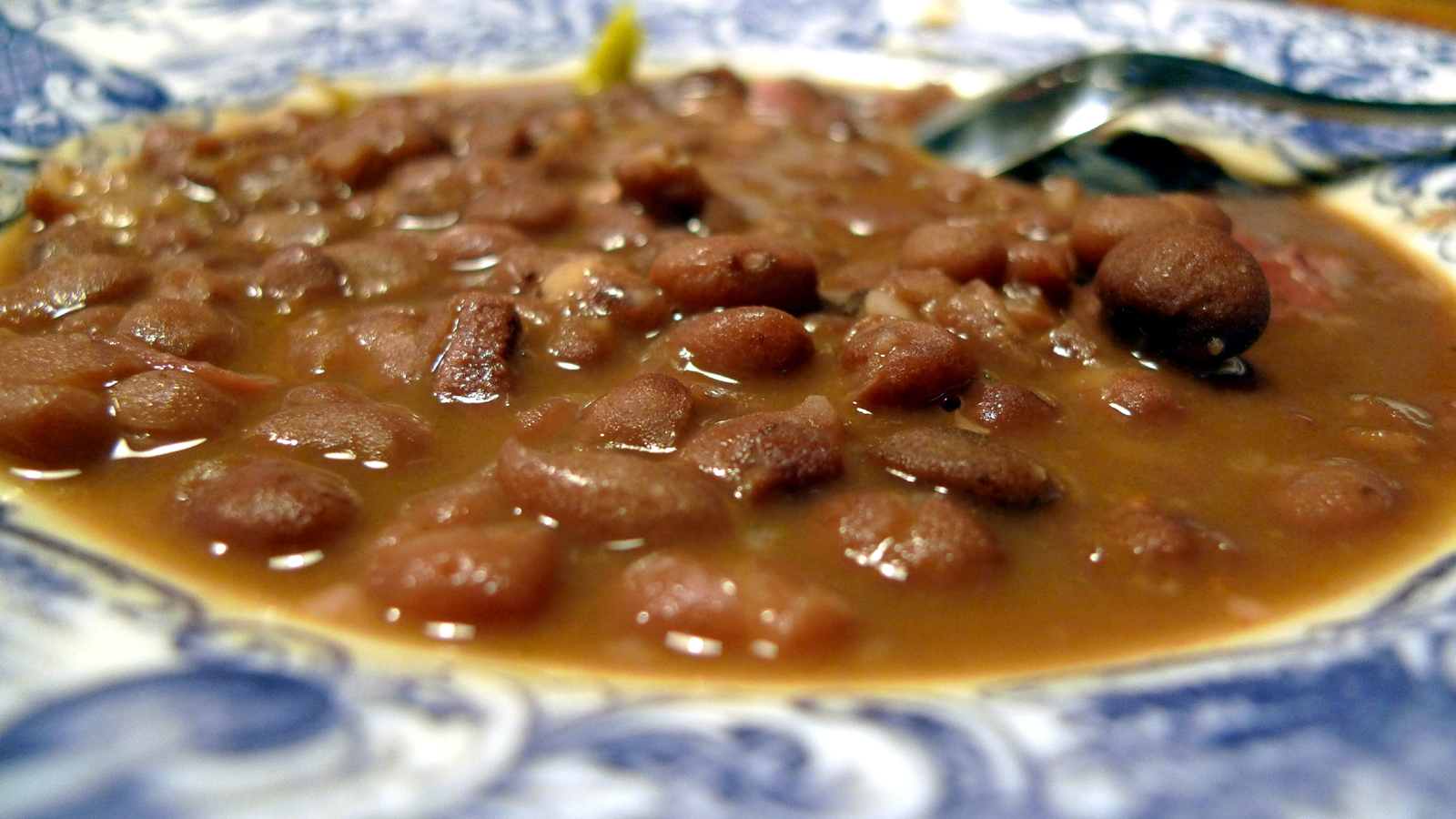
Olla podrida

Olla podrida ['oʎa po'ðɾiða] ist ein typisches Gericht der kastilischen Küche und war ursprünglich ein Eintopf, der im 19. Jahrhundert schließlich zu einer Bouillon auf der Basis von Fleisch und Gemüse verändert wurde.
Die Hauptzutaten waren verschiedene Fleischsorten, auch Geflügel, Schinken, Speck, Zwiebeln, Kichererbsen (garbanzo) und anderes Gemüse, mit Knoblauch, Pfeffer, Gewürz und wenig Wasser stundenlang in einem fest verschlossenen Topf gekocht. In einem Rezept aus dem Jahr 1845 ist die Basis ein ganzer Schweinskopf, hinzu kamen Lattich, Kohl, Kürbis, Rote Bete, Karotten, Bohnen, Sellerie, Endivien, Zwiebeln, Knoblauch, Pfefferschoten und mehrere spanische Wurstsorten. Aus einem zweiten Kochtopf wurden vor dem Servieren Kichererbsen, Rindfleisch, Huhn und Speck später hinzugefügt.
Der Name des Gerichts bedeutet wörtlich „verfaulter Topf“ (vom Spanischen pudrir, „verfaulen, verwesen“), stammt aber in Wirklichkeit von dem mittelalterlichen spanischen Ausdruck olla poderida („mächtiger Topf“). Im Laufe der Zeit ist das e verschluckt worden, wodurch es zum Bedeutungswechsel gekommen ist. Im Französischen wurde „verfaulter Topf“ zunächst wörtlich übersetzt mit pot pourri; heute bedeutet Potpourri wegen der vielen Zutaten dieses Gerichts so viel wie Mischmasch. Der spätere französische Begriff war pot d'oille.
Dieses Gericht wird heute noch in ganz Spanien in verschiedenen Varianten gegessen, trägt jedoch jetzt meistens die Bezeichnung puchero oder cocido.

## Geschichte
Seit dem 16. Jahrhundert galt Olla podrida als spanisches Nationalgericht, das von allen Schichten gegessen wurde, auch vom Adel. Der Eintopf wurde von anderen Länderküchen sehr bald übernommen und im deutschen Sprachraum auch als „Spanische Suppe“ bezeichnet. Bereits eines der ersten gedruckten deutschsprachigen Kochbücher aus dem Jahr 1581 mit dem Titel Ein new Kochbuch von Marx Rumpolt enthielt ein Rezept für „Hollapotrida“, mit dem Zusatz „ist gut für König und Kaiser, für Fürsten und Herren“.
Sehr populär wurde die Olla in der Schweiz, vor allem in Zürich, wo sie als Spanisch-Suppe ein beliebtes Sonntagsgericht war, das während des Kirchenbesuchs auf dem Herd vor sich hin köcheln konnte. Lange Zeit wurde der Eintopf auch am französischen Hof in Versailles geschätzt, vor allem zur Zeit Ludwigs XIV. (1643–1715). Der König besaß mehrere vornehme Gefäße eigens für die Oille, die im Gegensatz zu anderen Terrinen nicht oval, sondern rund waren. Der Pot d'oille bildete den ersten Gang eines Menus. In der Version des französischen Hofes waren „ordinäre Zutaten“ wie Innereien, Schweinefleisch oder Kohl verpönt, stattdessen enthielten die Rezepte nun Rebhühner, Tauben, Wachteln, Spargel, Erbsen etc. Die benutzten Kochtöpfe waren aus Silber.
In Deutschland war das Gericht ebenfalls bekannt, wurde jedoch mit völlig anderen Zutaten zubereitet, das Original wurde wenig geschätzt, wie der Eintrag in der Oeconomischen Encyclopädie von Johann Georg Krünitz im 18. Jahrhundert belegt: „Olla potrida (...) Man versteht aber gewöhnlich ein gewisses fast verfaultes Gericht darunter, welches in Spanien sehr beliebt ist. Es besteht in einer seltsamen Vermischung von allerhand Dingen, als Zwiebeln, Knoblauch, Kürbis, Gurken und weißem Mangold, nebst einem Bissen Schweinefleisch, und doppelt so viel Hammelfleisch (...) und ist auch zugleich viel Safran darunter. Für die Spanier ist es ein großer Leckerbissen, für die übrigen aber, welche nicht daran gewöhnt sind, ist es ein widerliches Gericht.“
Im 18. Jahrhundert wurden beim Adel feine Suppen und vor allem Brühen populär, die als besonders stärkend galten. Für die Zubereitung der Brühen wurden als Basis viele Zutaten der Olla verwendet, sie wurden jedoch nicht mehr mitgegessen. Am Kaiserhof in Wien, der Hofburg, wurde die „Spanische Suppe“ als Bouillon bis zum Anfang des 20. Jahrhunderts als Mitternachtssuppe bei festlichen Bällen serviert. Der Hof besaß eigens hierfür einen Suppenkoch. Der Münchner Hofkoch Johann Rottenhöfer hat in seinem Kochbuch ein Rezept für eine solche Brühe überliefert mit dem Hinweis: „Diese sehr kräftige und wohlschmeckende Brühe wird ausschließlich nur nach größeren Abendunterhaltungen gegeben.“
Noch heute existierende Varianten sind der flämische und niederländische Eintopf Hochpot, in Holland auch Oli podrigo genannt. In Argentinien heißt die Olla heute Puchero und ist nach wie vor sehr beliebt.